# 소마 모로타네

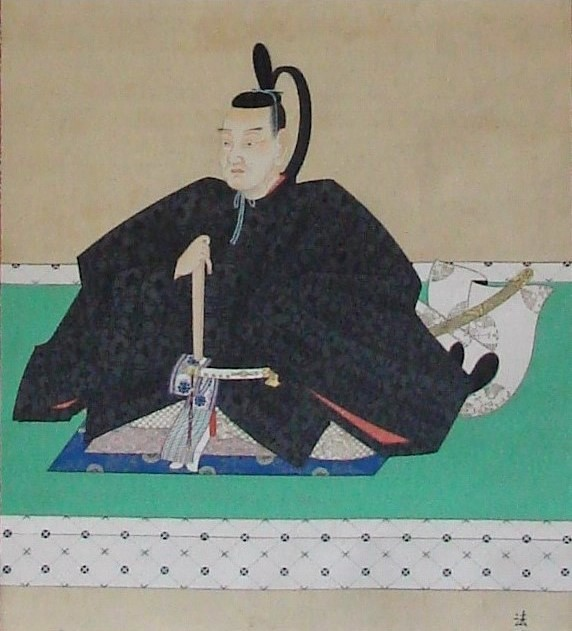
소마 모로타네

소마 모로타네(일본어: 相馬恕胤, 1734년 11월 29일 ~ 1791년 9월 11일)는 일본 에도 시대의 다이묘로, 소마 나카무라번의 8대 번주이다. 관위는 종5위하, 이나바노카미(因幡守)이다.
6대 번주 소마 노부타네의 셋째 아들 소마 노리타네의 차남이다. 1751년 음력 1월 23일, 노리타네의 적자가 되었고, 음력 2월 15일에 쇼군 도쿠가와 이에시게를 알현하였다. 아버지가 죽자 1752년 음력 8월 4일, 소마 다카타네의 적손이 되었고, 그해 음력 12월 16일, 종5위하 사누키노카미에 서임되었다가 후에 이나바노카미가 되었다. 1765년, 다카타네가 은거하자 가문을 계승하여 번주가 되었다. 1768년에 맏아들 노부타네가 요절하자, 1772년에 둘째 아들 나리타네를 적자로 세웠으나, 나리타네는 이듬해 병을 이유로 물러났다. 결국 적자 자리는 1774년 셋째 아들 요시타네에게 돌아갔으며, 1783년 음력 12월 2일, 모로타네는 요시타네에게 번주직을 물려주고 은거하였다. 그 후 1791년 음력 8월 20일에 57세의 나이로 나카무라에서 사망하였다.
| 전임 소마 다카타네 | 제8대 소마 나카무라번 번주 1765년 ~ 1783년 | 후임 소마 요시타네 |